# Prodromița
Icoana Maicii Domnului Prodromița cunoscută mai mult sub numele de Icoana Nefăcută de mână omenească Prodromița sau, mai simplu, Prodromița este cea mai importantă icoană a comunității românești de la Muntele Athos din Grecia , despre care se consideră a fi făcătoare de minuni. Icoana este găzduită la schitul românesc Prodromul și, datorită faimei ei, atrage anual zeci de mii de pelerini și turiști din toată lumea.Faima deosebită și-a căpătat-o datorită faptului că, se crede, chipul Fecioarei Maria nu a fost zugrăvit de o mâna pământească, ci de penelul unui înger,conform voinței lui Dumnezeu. Totodată, istoria a consemnat numeroase minuni, în special vindecări miraculoase de boli incurabile, care i-au crescut și mai mult faima. În legătură cu icoana, a fost redactat și Acatistul Maicii Domnului Prodromița, precum și rugăciunea Prodromița, amândouă bucurându-se de o mare popularitate, nu numai la Sfântul Munte, ci în întreaga Ortodoxie. Prăznuirea are loc în fiecare an, pe data 12 iulie, fiind un praznic mare ,cu priveghi pe întreaga noapte.

## Istoricul schitului românesc Prodromul
Partea de răsărit a Munteleui Athos,zonă foarte liniștită și bogată în peșteri, a fost dintotdeauna un loc preferat de sihaștii români atoniți.Aici au sihăstit călugări români încă din secolul al XIV-lea.În a doua jumătate a secolului al XVIII-lea se nevoiau în peșterile de aici vreo zece sihaștri din Țările Române,care și-au construit câteva colibe și o mica biserică de piatră cu hramul Tăierea Capului Sfântului Ioan Botezătorul.La începutul secolului al XIX-lea se numea Chilia Sfântului Ioan Botezatorul,Chilia românească de la Vigla Ianicopoli,mai apoi,Chilia Prodromul(Înaintemergătorul).Prin anul 1810 ,se nevoia aici un vestit sihastru român,mare făcător de minuni,ieroschimonahul Iustin.Dupa 35 de ani de nevoință,s-a mutat la cele veșnice,lăsând egumen,în locul său,pe ucenicul lui ,ieromonahul Patapie.După 20 de ani,din cauza tulburărilor din Balcani,călugării s-au risipit,Patapie retrăgându-se și răposând la mănăstirea Neamț.În anul 1850,ieromonahii Nifon si Nectarie,ambii cu metanie din mănăstirea Horaița, județul Neamț,au rezidit cu ajutoare aduse din țara temelia schitului Prodromul,biserica și trei corpuri de chilii,care se ruinaseră aproape cu desăvârșire.În anul 1860,biserica a fost sfințită de arhiereul român Isaia Vicol,episcop de Roman.Apoi ,ieroschiomonahul Nifon,numit pe drept cuvânt ctitorul schitului,adună în jurul lui până la 60 de călugări, care se nevoiau la Muntele Athos,punând bazele celui mai mare schit românesc de acolo,cunoscut până astăzi ca schitul românesc Prodromul.

## Istoricul icoanei Maicii Domnului Prodromița
Între anii 1852-1866,în timpul lucrărilor de ridicare a schitului Prodromul,ieroschimonahul Nifon caută un iconar care sa zugrăvească pe lemn de tei o icoană a Maicii Domnului cu totul deosebită.De aceea ,a impus condiții severe pentru cel care se va angaja la executarea lucrării,bunăoară spovedania la părintele duhovnic,înfrânarea de la păcate trupești,post cu rugăciune către preasfânta Fecioara.Cuvioșii Nifon si Nectarie,ajutorul lui,îl găsesc pe iconarul Iordache Nicolau din Iași,om bătrân și evlavios,care acceptă condițiile și,in anul 1863 ,se apucă de lucru.Iconarul a început lucrarea la mănăstirea Bucium din Iași.Icoana a rămas nedesăvârșită căci,inexplicabil,Sfintele Fețe nu puteau fi zugrăvite.A doua zi,iconarul a observat cu uimire că Sfânta Față a Maicii Domnului și a Pruncului Iisus s-au zugrăvit de la sine,icoana apărând cu totul desăvârșită.Fiind interpretată ca o mare minune,icoana a fost de la început de o valoare inestimabila,atrăgând o mulțime de pelerini.

## Mărturia scrisă a iconarului Nicolau Iordache
La schitul Prodromul se găsește un document datat 29 iunie 1863 care reprezintă mărturia iconarului Nicolau Iordache:
"Eu,Iordache Nicolau,zugrav din târgul Iași,am zugrăvit aceasta sfânta icoană a Maici Domnului cu însăși mana mea,la care a venit o minune: după ce am isprăvit veșmintele, după meșteșugul zugrăvirii mele,m-am apucat sa lucrez fetele Maicii Domnului si a lui Iisus Hristos(sic).Privind eu la chipuri,cu totul a ieșit din potriva,pentru care foarte mult m-am mâhnit, socotind ca mi-am uitat meșteșugul. A doua zi, după ce m-am sculat,am făcut trei metanii înaintea Maicii Domnului,rugându-mă sa-mi lumineze mintea,sa pot isprăvi sfânta ei icoana. Când m-am dus sa mă apuc de lucru,am aflat chipurile drese desăvârșit,precum se vede. Văzând aceasta minune,n-am mai adaos a-mi pune condeiul, fără numai am dat lustrul cuviincios, deși o greșeală a fost aceasta ca am dat lustru la o asemenea minune".

## Descrierea icoanei
Dimensiunile icoanei sunt de 1000/700 mm.Chipul Maicii Domnului și al Pruncului Iisus au culoarea galbenă,nuanța de galben a grâului.Exista marturii cum că Sfintele Fețe se schimbă,uneori întunecându-se,alteori luminându-se.O alta caracteristica este aceea că icoana ,cercetată la microscop,nu prezintă urme de pensulă,acest lucru întărind credința cum că Sfintele Fețe au fost pictate miraculos de mână nepământească.
Se apreciază că portretele zugrăvite pe icoană sunt identice cu portretele reale ale Fecioarei și Pruncului Iisus așa cum au fost consemnate de martorii oculari contemporani..Există o descriere rămasă de la Sfinții Epifanie si Nichifor:"Încă de când viețuia pe pământ era fața ei ca vederea bobului de grâu,păr galben,ochi ascuțiți la vedere,întru care luminile erau asemenea rodului de măslin,sprâncenele ei erau plecate și ales de negru,nasul potrivit,buzele ca floarea trandafirului,fața nu rotunda,nici scurta,ci puțin alungită,mâinile si degetele lungi,hainele pe care le purta erau simple și puțin mai lungi decât măsura corpului,cu trupul gingaș,având părul bine și cu multa cuviință legat".

## Minunile icoanei consemnate de-a lungul timpului
- Fiindcă ieșenii se opuneau strămutării Sfintei icoane la Muntele Athos,voind să o oprească pentru nevoile lor,Cuvioșii Nifon si Nectarie hotărăsc plecarea grabnică.Ajungând seara târziu la Episcopia din Huși,au fost întâmpinați de o mulțime de oameni care veniseră sa se tămăduiască.De acolo,icoana ajunge la Bârlad si este găzduită în Catedrala Ortodoxă.Aici s-au săvârșit numeroase minuni.În mod deosebit,a fost reținută și consemnată minunea cu privire la sporirea în greutate a icoanei ,atunci când s-a încercat să fie transportată la casa unui învățător necredincios,care ispitea pe Dumnezeu.Mai mult, se consemnează că trăsura care urma să o transporte a cedat greutății și s-a dezmembrat.
- Tot pe când se afla la Bârlad,icoana săvârșește o minune cu o femeie credincioasă care,grav bolnavă nu se încumeta să vină la Catedrală de teamă să nu moară pe drum.Îndemnată de icoana care i s-a arătat în vis,femeia vine și se însănătoșește.
- La Galați,în timpul cât găsea în biserica Sfinților Împărați Constantin și Elena, icoana este batjocorită de un pictor care se înspăimantă atunci când Fecioara se schimba la față având ca urmare pocăința pictorului.

## Acatistul și rugăciunea Maicii Domnului Prodromița
Imnul acatist al Maicii Domnului Prodomița are forma canonică de 12 condace și 12 icoase..Ce particularizează Acatistul Maicii Domnului Prodromița este faptul că,mai rar întâlnit,litania este rimata,folosindu-se rima împerecheată:"Bucura-te,ca Prodromiță ești cu dreptate numită,/Bucura-te a schitului înainte-mergătoare smerită,/Bucura-te, roadă pe care Sfântul Munte o a cules,/Bucura-te ,al Schitului Prodromu(l) chivot ales...".).
Rugăciunea Maicii Domnului Prodromița se citește după acatist,dar se obișnuiește să se spună și separat.Aceasta este foarte populară,mulți ortodocși o folosesc în nevoile lor zilnice:
În afară de această rugăciune canonica,mai exista și alte rugăciuni,necanonice,mai puțin folosite.De asemenea,mai circulă și o varianta necanonică versificată a rugăciunii.
Exista si o rugăciune adresata copiei icoanei aflate in Biserica Nașterii Maicii Domnului din Vatra Dornei